# Granada CF
A Granada CF, teljes nevén Granada Club de Fútbol egy spanyol labdarúgócsapat. A klubot 1931-ben alapították, jelenleg az elsőosztályban szerepel.

## Története
A Granada Club de Fútbol csapatát 1931. április 14-én alapították, a klub első elnöke Julio López Fernández volt.
A klub első meccsét a Deportivo Jaén ellen játszotta, amely 2–1-es sikerrel végződött.
Néhány sikeres év után a Granada az 1941-42-es szezonban feljutott az első osztályba. A csapat innentől kezdve, egy szezont eltekintve, négyéves periódusokban szerepelt az első osztályban, mígnem 1976-ban kiesett, és a visszajutás azóta sem sikerült.
Bár a '80-as években a csapat eltöltött pár szép évet a másodosztályban, ennek és a következő évtizednek a legnagyobb részét a harmadosztályban töltötte.
2002-ben a Granada aztán még egy osztályt zuhant, miután nem fizette ki játékosait.
2011-ben a klub a másodosztály rájátszásának győzteseként feljutott az élvonalba. Több szezonon keresztül küzdöttek a kiesés elkerüléséért, végül a 2016-2017-es idényben kényszerültek búcsúzni az első osztálytól ,miután utolsó helyen végeztek a Primera Divisionban. A 2018-2019-es évadban sikerült újra kivívniuk a feljutást a másodosztályból, így visszajutottak a legmagasabb osztályba.

## Jelenlegi keret
Utolsó módosítás: 2022. február 21.
A vastaggal jelzett játékosok felnőtt válogatottsággal rendelkeznek.
A dőlttel jelzett játékosok kölcsönben szerepelnek a klubnál.
| Mezszám                | Név             | Nemzetiség | Születési hely           | Születési idő (kor)            | Korábbi csapat           | Érték (€)  | Szerződés lejárta |
| Kapusok                | Kapusok         | Kapusok    | Kapusok                  | Kapusok                        | Kapusok                  | Kapusok    | Kapusok           |
| ---------------------- | --------------- | ---------- | ------------------------ | ------------------------------ | ------------------------ | ---------- | ----------------- |
| 1                      | Luís Maximiano  | POR        | Celeirós                 | 1999. január 5. (26 éves)      | Sporting CP              | 7 000 000  | 2025.06.30.       |
| 13                     | Aarón Escandell | SPA        | Carcaixent               | 1995. szeptember 25. (29 éves) | Utánpótlásból került fel | 1 000 000  | 2023.06.30.       |
|                        | João Costa      | POR        | Barcelos                 | 1996. február 2. (29 éves)     | Utánpótlásból került fel | 200 000    | 2022.06.30.       |
| Védők                  |                 |            |                          |                                |                          |            |                   |
| 2                      | Santiago Arias  | COL        | Medellín                 | 1992. január 13. (33 éves)     | Atlético de Madrid       | 4 000 000  | 2022.06.30.       |
| 3                      | Sergio Escudero | SPA        | Valladolid               | 1989. szeptember 2. (35 éves)  | Sevilla FC               | 2 000 000  | 2022.06.30.       |
| 6                      | Germán Sánchez  | SPA        | San Fernando             | 1986. december 12. (38 éves)   | CD Tenerife              | 800 000    | 2022.06.30.       |
| 15                     | Carlos Neva     | SPA        | El Puerto de Santa María | 1996. június 12. (28 éves)     | Utánpótlásból került fel | 4 000 000  | 2025.06.30.       |
| 16                     | Víctor Díaz     | SPA        | Sevilla                  | 1988. június 12. (36 éves)     | CD Leganés               | 700 000    | 2022.06.30.       |
| 17                     | Quini           | SPA        | Córdoba                  | 1989. szeptember 24. (35 éves) | Rayo Vallecano           | 400 000    | 2023.06.30.       |
| 22                     | Domingos Duarte | POR        | Cascais                  | 1995. március 10. (30 éves)    | Sporting CP              | 9 000 000  | 2023.06.30.       |
| 28                     | Raúl Torrente   | SPA        | Murcia                   | 2001. szeptember 11. (23 éves) | Utánpótlásból került fel | 900 000    | 2024.06.30.       |
|                        | Neyder Lozano   | COL · SPA  | Quibdó                   | 1994. március 4. (31 éves)     | Elche CF                 | 200 000    | 2022.06.30.       |
| Középpályások          |                 |            |                          |                                |                          |            |                   |
| 4                      | Maxime Gonalons | FRA        | Vénissieux               | 1989. március 10. (36 éves)    | AS Roma                  | 2 000 000  | 2023.06.30.       |
| 5                      | Luis Milla      | SPA        | Madrid                   | 1994. október 7. (30 éves)     | CD Tenerife              | 4 000 000  | 2024.06.30.       |
| 8                      | Yan Eteki       | CMR · SPA  | Yaoundé                  | 1997. augusztus 26. (27 éves)  | Sevilla FC               | 1 500 000  | 2022.06.30.       |
| 19                     | Ángel Montoro   | SPA        | Valencia                 | 1988. június 25. (36 éves)     | UD Las Palmas            | 1 200 000  | 2022.06.30.       |
| 26                     | Isma Ruiz       | SPA        | Gójar                    | 2001. február 14. (24 éves)    | Utánpótlásból került fel | 400 000    | 2023.06.30.       |
|                        | Njegoš Petrović | SRB        | Krupanj                  | 1999. július 18. (25 éves)     | FK Crvena zvezda         | 2 500 000  | 2025.06.30.       |
| Csatárok               |                 |            |                          |                                |                          |            |                   |
| 7                      | Alberto Soro    | SPA        | Ejea de los Caballeros   | 1999. március 9. (26 éves)     | Real Madrid CF           | 2 500 000  | 2025.06.30.       |
| 9                      | Luis Suárez     | COL · SPA  | Santa Marta              | 1997. december 2. (27 éves)    | Watford FC               | 10 000 000 | 2025.06.30.       |
| 10                     | Antonio Puertas | SPA        | Benahadux                | 1992. február 21. (33 éves)    | UD Almería               | 4 500 000  | 2024.06.30.       |
| 11                     | Darwin Machís   | VEN · SPA  | Tucupita                 | 1993. február 7. (32 éves)     | Udinese Calcio           | 7 500 000  | 2023.06.30.       |
| 12                     | Dani Raba       | SPA        | Santander                | 1995. október 29. (29 éves)    | Villarreal CF            | 900 000    | 2022.06.30.       |
| 14                     | Matías Arezo    | URU        | Montevideo               | 2002. november 21. (22 éves)   | CA River Plate           | 7 000 000  | 2026.06.30.       |
| 20                     | Carlos Bacca    | COL        | Puerto Colombia          | 1986. szeptember 8. (38 éves)  | Villarreal CF            | 1 500 000  | 2022.06.30.       |
| 21                     | Rubén Rochina   | SPA        | Sagunt                   | 1991. március 23. (33 éves)    | Levante UD               | 2 800 000  | 2023.06.30.       |
| 23                     | Jorge Molina    | SPA        | Alcoy                    | 1982. április 22. (42 éves)    | Getafe CF                | 1 000 000  | 2022.06.30.       |
| 24                     | Myrto Uzuni     | albán      | Berat                    | 1995. május 31. (29 éves)      | Ferencvárosi TC          | 3 500 000  | 2025.06.30.       |
| 35                     | Álex Collado    | SPA        | Sabadell                 | 1999. április 22. (25 éves)    | FC Barcelona             | 3 000 000  | 2022.06.30.       |
| Kölcsönadott játékosok |                 |            |                          |                                |                          |            |                   |
| Név                    | Poszt           | Nemzetiség | Születési hely           | Születési idő (kor)            | Kölcsönben itt           | Érték (€)  | Kölcsön lejárta   |
| Luis Abram             | védő            | PER · ITA  | Lima                     | 1996. február 27. (29 éves)    | Cruz Azul                | 7 000 000  | 2022.06.30.       |
| Adrián Marín           | védő            | SPA        | Torre-Pacheco            | 1997. január 9. (28 éves)      | Famalicão                | 1 200 000  | 2022.06.30.       |
| Monchu                 | középpályás     | SPA        | Palma de Mallorca        | 1999. szeptember 13. (25 éves) | Real Valladolid CF       | 3 000 000  | 2022.06.30.       |
| Antoñín                | támadó          | SPA        | Málaga                   | 2000. április 16. (24 éves)    | Málaga CF                | 1 000 000  | 2022.06.30.       |

## Az eddigi szezonok
| Szezon  | Osztály | Poz. | Copa del Rey |
| ------- | ------- | ---- | ------------ |
| 1933/34 | 3ª      | 1.   |              |
| 1934/35 | 2ª      | 7.   |              |
| 1935/36 | 2ª      | 6.   |              |
| 1939/40 | 2ª      | 2.   |              |
| 1940/41 | 2ª      | 2.   |              |
| 1941/42 | 1ª      | 10.  |              |
| 1942/43 | 1ª      | 12.  |              |
| 1943/44 | 1ª      | 8.   |              |
| 1944/45 | 1ª      | 12.  |              |
| 1945/46 | 2ª      | 4.   |              |
| 1946/47 | 2ª      | 7.   |              |
| 1947/48 | 2ª      | 7.   |              |
| 1948/49 | 2ª      | 3.   |              |
| 1949/50 | 2ª      | 9.   |              |
| 1950/51 | 2ª      | 6.   |              |
| 1951/52 | 2ª      | 13.  |              |
| 1952/53 | 2ª      | 9.   |              |
| 1953/54 | 2ª      | 4.   |              |

| Szezon  | Osztály | Poz. | Copa del Rey |
| ------- | ------- | ---- | ------------ |
| 1954/55 | 2ª      | 3.   |              |
| 1955/56 | 2ª      | 8.   |              |
| 1956/57 | 2ª      | 1.   |              |
| 1957/58 | 1ª      | 13.  |              |
| 1958/59 | 1ª      | 13.  |              |
| 1959/60 | 1ª      | 12.  |              |
| 1960/61 | 1ª      | 16.  |              |
| 1961/62 | 2ª      | 3.   |              |
| 1962/63 | 2ª      | 6.   |              |
| 1963/64 | 2ª      | 6.   |              |
| 1964/65 | 2ª      | 7.   |              |
| 1965/66 | 2ª      | 2.   |              |
| 1966/67 | 1ª      | 14.  |              |
| 1967/68 | 2ª      | 1.   |              |
| 1968/69 | 1ª      | 8.   |              |
| 1969/70 | 1ª      | 12.  |              |
| 1970/71 | 1ª      | 10.  |              |
| 1971/72 | 1ª      | 6.   |              |

| Szezon  | Osztály | Poz. | Copa del Rey |
| ------- | ------- | ---- | ------------ |
| 1972/73 | 1ª      | 13.  |              |
| 1973/74 | 1ª      | 6.   |              |
| 1974/75 | 1ª      | 15.  |              |
| 1975/76 | 1ª      | 17.  |              |
| 1976/77 | 2ª      | 10.  |              |
| 1977/78 | 2ª      | 9.   |              |
| 1978/79 | 2ª      | 6.   |              |
| 1979/80 | 2ª      | 13.  |              |
| 1980/81 | 2ª      | 17.  |              |
| 1981/82 | 2ªB     | 10.  |              |
| 1982/83 | 2ªB     | 1.   |              |
| 1983/84 | 2ª      | 8.   |              |
| 1984/85 | 2ª      | 18.  |              |
| 1985/86 | 2ªB     | 7.   |              |
| 1986/87 | 2ªB     | 3.   |              |
| 1987/88 | 2ª      | 19.  |              |
| 1988/89 | 2ªB     | 16.  |              |
| 1989/90 | 2ªB     | 4.   |              |
| 1990/91 | 2ªB     | 5.   |              |

| Szezon  | Osztály | Poz. | Copa del Rey |
| ------- | ------- | ---- | ------------ |
| 1991/92 | 2ªB     | 9.   |              |
| 1992/93 | 2ªB     | 3.   |              |
| 1993/94 | 2ªB     | 6.   |              |
| 1994/95 | 2ªB     | 13.  |              |
| 1995/96 | 2ªB     | 2.   |              |
| 1996/97 | 2ªB     | 6.   |              |
| 1997/98 | 2ªB     | 4.   |              |
| 1998/99 | 2ªB     | 6.   |              |
| 1999/00 | 2ªB     | 1.   |              |
| 2000/01 | 2ªB     | 5.   |              |
| 2001/02 | 2ªB     | 10.  |              |
| 2002/03 | 3ª      | 4.   |              |
| 2003/04 | 3ª      | 1.   |              |
| 2004/05 | 3ª      | 5.   |              |
| 2005/06 | 3ª      | 1.   |              |
| 2006/07 | 2ªB     | 13.  |              |
| 2007/08 | 2ªB     | 5.   |              |
| 2008/09 | 2ªB     | 10.  |              |
| 2009/10 | 2ªB     | 1.   |              |
| 2010/11 | 2ª      |      |              |

## Ismertebb játékosok
| - Juan Agüero - Valeriano Ferreira - Pedro Fernández - Víctor Juárez - Adalberto Martínez - Eduardo Pascual - Crispín Maciel - Gustavo Benítez - Carlos Gomes - Arsenio Iglesias - César - Ángel Pindado - Capi | - Ismael - Pedro Vega - Paco Esteban - Diego Camacho - Antonio Notario - Pahiño - Juanjo - Julio Montero - Ladislao Mazurkiewicz - Denís Milar - Félix Hernández - Milos Kostic |

## Külső hivatkozások
- Hivatalos weboldal (spanyolul)
- Nem hivatalos weboldal
- Nem hivatalos weboldal